# Влодзімеж Мазур
Влодзімеж Мазур (пол. Włodzimierz Mazur; 18 квітня 1954, Опатів, ПНР — 1 грудня 1988, Сосновець, ПНР) — польський футболіст, виступав на позиції нападника.

## Клубна кар'єра
Професіональну кар'єру розпочав у 1973 році у складі «Заглембе» (Сосновець). У футболці команди із Сосновця 1977 року став найкращим бомбардиром чемпіонату Польщі, а в 1977 та 1978 роках вигравав кубок Польщі. За десять років у команді зіграв близько 300 матчів у польському чемпіонаті, після чого виїхав до Франції, де підписав контракт з «Ренном». Команда щойно повернулася до Ліги 1. У «Ренні» провів один сезон, в якому з 24-х зіграних матчів 22 рази виходив на поле в основному складі, проте не зміг допомогти уникнути своїй команді вильоту до нижчого дивізіону. Напередодні відходу з бретанської зіграв лише в чотирьох останніх матчах сезону 1984/85 років. Після цього повернувся до сосновецького «Заглембе». Пізніше виступав у нижчоліговому «Гурнику» (Войковиці), поки 1 грудня 1988 року 34-річний гравець не помер.

## Кар'єра у збірній
У 1976 році отримав дебютний виклик до національної збірної Польщі, у футболці якої дебютував 31 жовтня в поєдинку кваліфікації чемпіонату світу проти збірної Кіпру. Через декілька місяців, 15 травня 1977 року, Мазур відзначився дебютним голом за збірну в поєдинку проти Кіпру. Наприкінці сезону 1977/78 років Влодзімежа знову викликали до національної команди, яка боролася за вихід на чемпіонат світу в Аргентині. Поляки завдання виконали. На цьому турнірі Мазур зіграв один поєдинок, вийшовши на поле з лави для запасних. Востаннє футболку збірної Польщі одягав 10 жовтня 1982 року в Лісабоні в поєдинку проти Португалії (1:2).

## Статистика виступів

### У збірній
| №   | Дата              | Місце        | Противник  | Результат | Змагання        | Грав   | Примітки |
| --- | ----------------- | ------------ | ---------- | --------- | --------------- | ------ | -------- |
| 1.  | 31 жовтня 1976    | Варшава      | Кіпр       | 5-0       | квал. ЧС 1978   | з 46'  |          |
| 2.  | 15 травня 1977    | Лімасол      | Кіпр       | 3-1       | квал. ЧС 1978   | з 67'  | Гол      |
| 3.  | 29 травня 1977    | Буенос-Айрес | Аргентина  | 1-3       | товариський     | з 58'  |          |
| 4.  | 10 червня 1977    | Ліма         | Перу       | 3-1       | товариський     | з 73'  |          |
| 5.  | 12 листопада 1977 | Вроцлав      | Швеція     | 2-1       | товариський     | до 87' |          |
| 6.  | 5 квітня 1978     | Познань      | Греція     | 5-2       | товариський     | з 58'  |          |
| 7.  | 12 квітня 1978    | Лодзь        | Ірландія   | 3-0       | товариський     | з 72'  | Гол      |
| 8.  | 14 червня 1978    | Росаріо      | Аргентина  | 0-2       | ЧС 1978         | з 65'  |          |
| 9.  | 11 жовтня 1978    | Бухарест     | Румунія    | 0-1       | товариський     | з 66'  |          |
| 10. | 18 лютого 1979    | Туніс        | Туніс      | 2-0       | товариський     | з 82'  |          |
| 11. | 21 березня 1979   | Алжир        | Алжир      | 1-0       | товариський     | з 67'  |          |
| 12. | 2 травня 1979     | Хожув        | Нідерланди | 2-0       | квал. Євро 1980 | з 46'  | Гол      |
| 13. | 12 вересня 1979   | Лозанна      | Швейцарія  | 2-0       | квал. Євро 1980 | з 85'  |          |
| 14. | 26 вересня 1979   | Хожув        | НДР        | 1-1       | квал. Євро 1980 | з 70'  |          |
| 15. | 17 жовтня 1979    | Амстердам    | Нідерланди | 1-1       | квал. Євро 1980 | з 71'  |          |
| 16. | 17 лютого 1980    | Марракеш     | Марокко    | 0-1       | товариський     | 90'    |          |
| 17. | 27 лютого 1980    | Багдад       | Ірак       | 1-1       | товариський     | з 66'  |          |
| 18. | 29 лютого 1980    | Багдад       | Ірак       | 0-1       | товариський     | з 59'  |          |
| 19. | 19 квітня 1980    | Турин        | Італія     | 2-2       | товариський     | з 60'  |          |
| 20. | 26 квітня 1980    | Борово       | Югославія  | 1-2       | товариський     | 90'    |          |
| 21. | 31 серпня 1982    | Париж        | Франція    | 4-0       | товариський     | до 45' |          |
| 22. | 8 вересня 1982    | Куопіо       | Фінляндія  | 3-2       | квал. Євро 1984 | з 75'  |          |
| 23. | 10 жовтня 1982    | Лісабон      | Португалія | 1-2       | квал. Євро 1984 | до 45' |          |

## Досягнення

### Командні
- Кубок Польщі
  -  Володар (2): 1976/77, 1977/78

### Індивідуальні
- Найкращий бомбардир чемпіонату Польщі: 1976/77